# Nové Město nad Metují (zámek)
Zámek v Novém Městě nad Metují je původně renesanční stavba přestavěna barokně kolem r. 1660 a na počátku 20. století upravena Dušanem Jurkovičem a dalšími autory v moderních stylech. (secese, art deco, rondokubismus, funkcionalismus.) Zámek je od roku 2008 chráněn jako národní kulturní památka.

## Historie

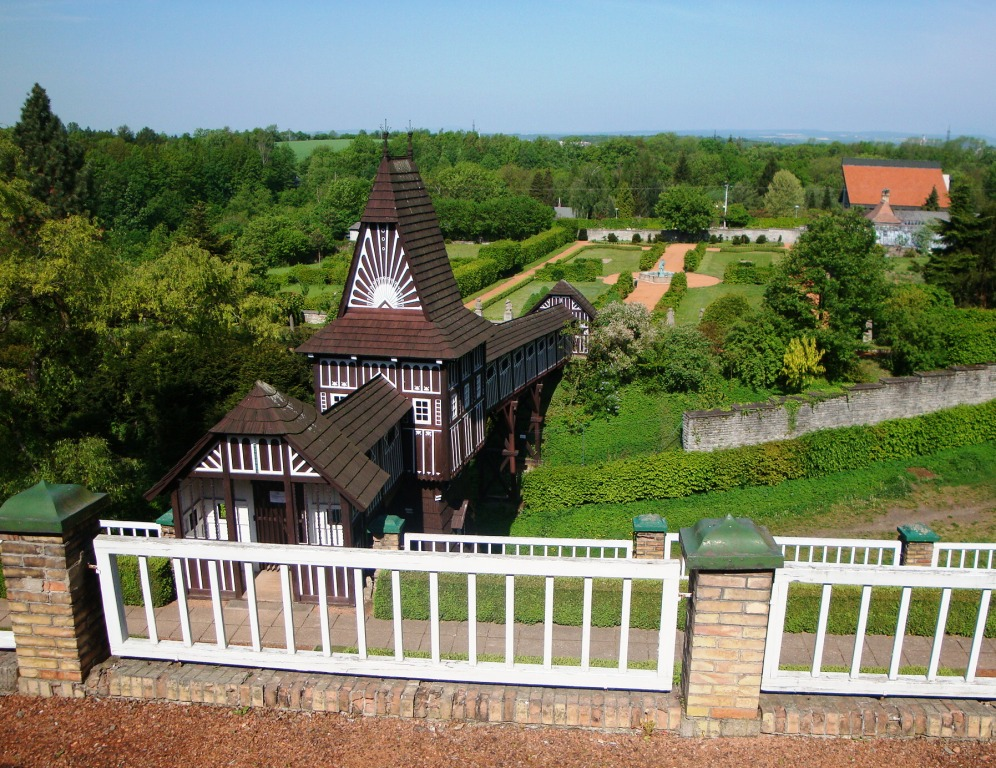
Nové Město, zámecká zahrada (Dušan Jurkovič, 1911)

Roku 1501 zde postavil Jan Černčický z Kácova hrad. Při založení města byl zahrnut do jeho opevnění, je však od města oddělen výrazným příkopem. Hrad byl po vyhoření města během 16. století přestavěn Pernštejny a Stubenbergy na renesanční zámek a za Waltera Leslie barokně přestavěn v letech 1655–1661 podle plánů Carla Luraga. V letech 1909–1913 byl upraven podle plánů Dušana Jurkoviče pro nové vlastníky průmyslníky Josefa a Cyrila Bartoně z Dobenína. Jurkovič navrhl také originální zámeckou zahradu s dřevěným krytým mostem. Ve 20. a 30. letech byly některé místnosti zařízeny ve stylech art deco a funkcionalismu pod dohledem architekta Pavla Janáka. V roce 1948 byl zámek Bartoňům zkonfiskován. Ve státní správě zůstal až do roku 1992, kdy byl v restituci vrácen Josefu Bartoňovi Dobenínovi a nadále zpřístupněn veřejnosti.
Od června 2020 je zámek na prodej; stát má předkupní právo.

### Přehled majitelů
- 1501–1527: Jan Černčický z Kácova
- 1527–1547: Pernštejnové
- 1548–1623: Stubenberkové
- 1623–1624: Albrecht z Valdštejna
- 1624–1634: Trčkové z Lípy (mj. Adam Erdman Trčka z Lípy)
- 1634–1802: Lesliové
- 1802–1858: Ditrichštejnové
- 1858–1908: Lambergové a dědicové
- 1908–1948: Bartoňové z Dobenína
- 1948–1992: československý stát
- od roku 1992: Bartoňové z Dobenína

| Rok  | Počet návštěvníků |
| ---- | ----------------- |
| 2015 | 22 308            |
| 2016 | 21 840            |
| 2017 | 22 573            |

## Architektura
Zámek tvoří čtyřúhelník kolem nepravidelného dvora s renesanční kulatou věží zvanou Máselnice (název dostala dle podoby se zařízením na výrobu másla) v severním nároží. Průčelí a nádvoří zámku je zdobené renesanční grisaillovou výzdobou odhalenou při Jurkovičově úpravě zámku. Hlavní vchod je ve směru od náměstí a tvoří jej most přes příkop a kamenný barokní portál. Před zámkem a v zahradě je 23 trpaslíků z dílny Matyáše Bernarda Brauna z let kolem r. 1713, které sem byly přeneseny z Benátek nad Jizerou v roce 1929. V zámku je řada pozoruhodných prostor s barokní štukovou i moderní výzdobou (Pavel Janák, František Kysela, Max Švabinský, ale také díla sochařů Josefa Václava Myslbeka, Jana Štursy, Ladislava Šalouna nebo Františka Bílka).
Na severozápad od zámku je terasová zámecká zahrada italského stylu s dřevěným mostem od Dušana Jurkoviče. Lávka původně nesloužila veřejnosti, ale pouze majiteli zámku Josefu Bratoňovi z Dobenína. Propojovala dvě části zahrady, oddělené veřejnou komunikací. Lávka byla postavena v roce 1910. Jurkovič se k ní nechal inspirovat lidovými stavbami ze slovenských Čičman. Lávka je rozdělena na dvě části věží o třech podlažích, která tvoří výrazný architektonický prvek. V parku před zámkem se nachází monolitní kamenná kašna.
Součástí areálu byl také zahradnický domek. Majitel jej zbořil a staví zde (2020) novou budovu, ačkoli měl povolení k rekonstrukci, při níž měl zachovat použitelné části domu.
Severně od zámku, směrem k bývalé bráně, bývala budova pivovaru, kde se nachází pomník Bedřicha Smetany. Jeho otec František sem v roce 1818 přišel jako nájemce do opraveného zámeckého pivovaru. Teprve poté se přestěhoval do Litomyšle, kde se Bedřich v roce 1824 narodil. Bedřich se sem však vracel za příbuznými, mj. sestřenicí Luisou, do níž se zamiloval a napsal pro ní Luisinu polku.

## Galerie

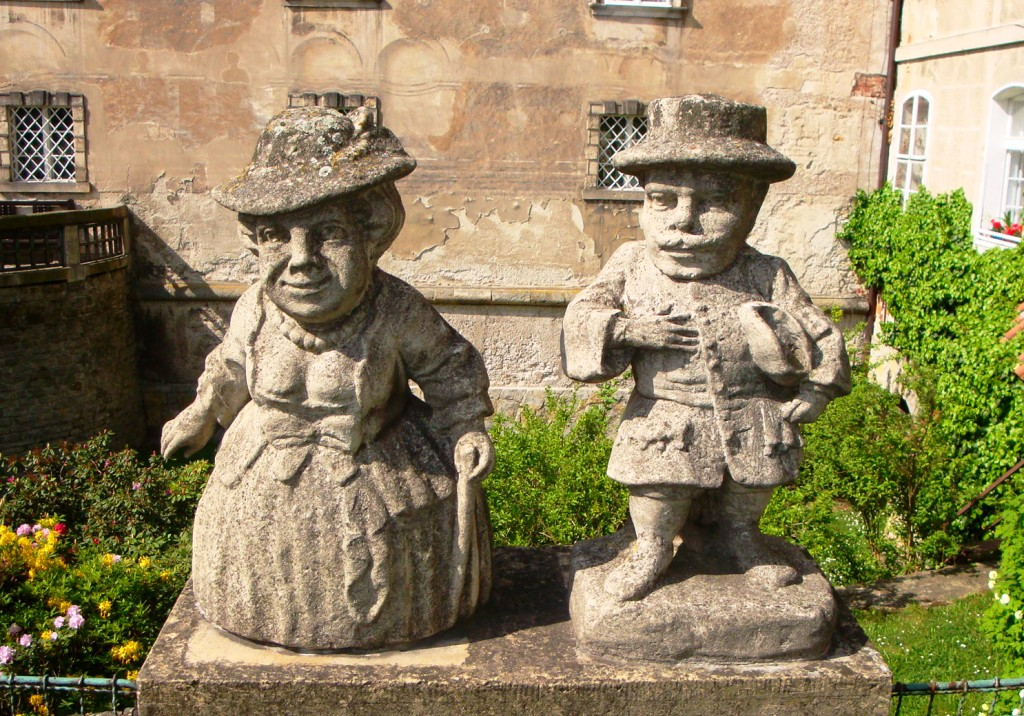
Nové Město, trpaslíci před zámkem (Matyáš Bernard Braun, kolem 1720)
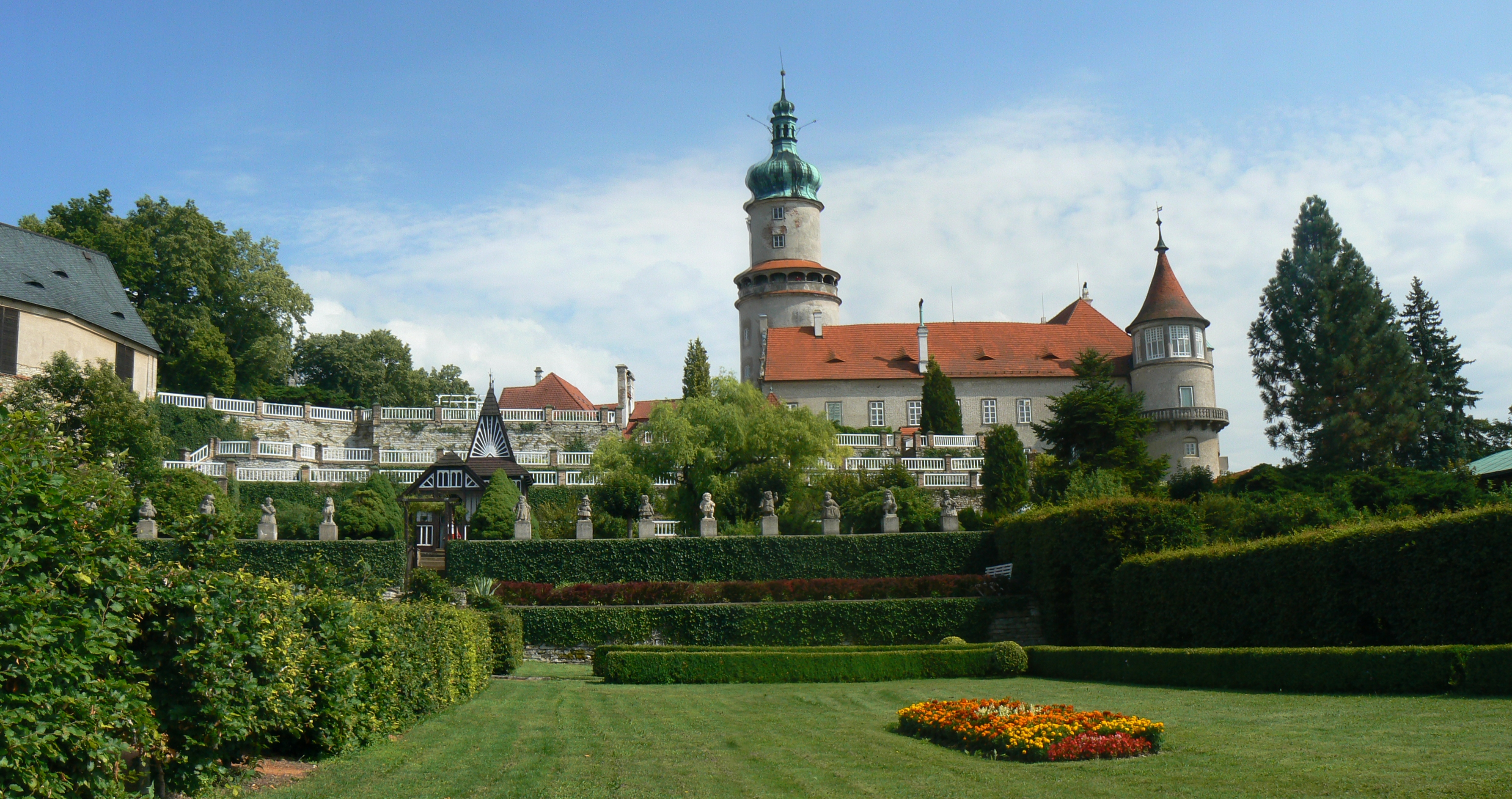
Zámek Nové Město nad Metují, panoramatický pohled ze zahrady
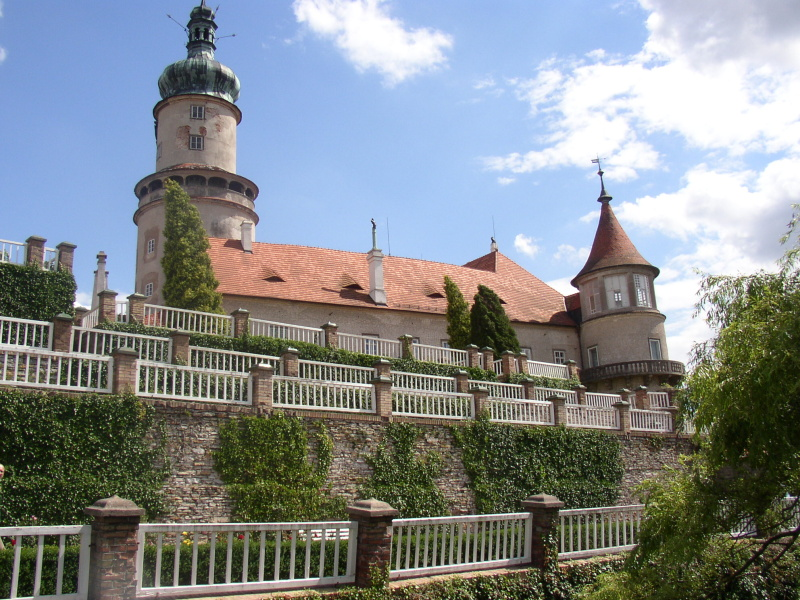
Zámek Nové Město nad Metují ze zahrady